# Хюсеин паша джамия
Бесим паша джамия (на турски: Hüseyin Paşa Cami, на македонска литературна норма: Хусеин паша џамија) е бивш мюсюлмански храм в град Битоля, Северна Македония.

## Местоположение
Джамията е била разположена до Вилаетския конак.

## История
Храмът е бил малка джамия, изградена от румелиския валия Хюсеин паша след 1816 година. По-късно е разрушена.